# Palomares
Koordinaten: 37° 14′ 55″ N, 1° 47′ 44,9″ W

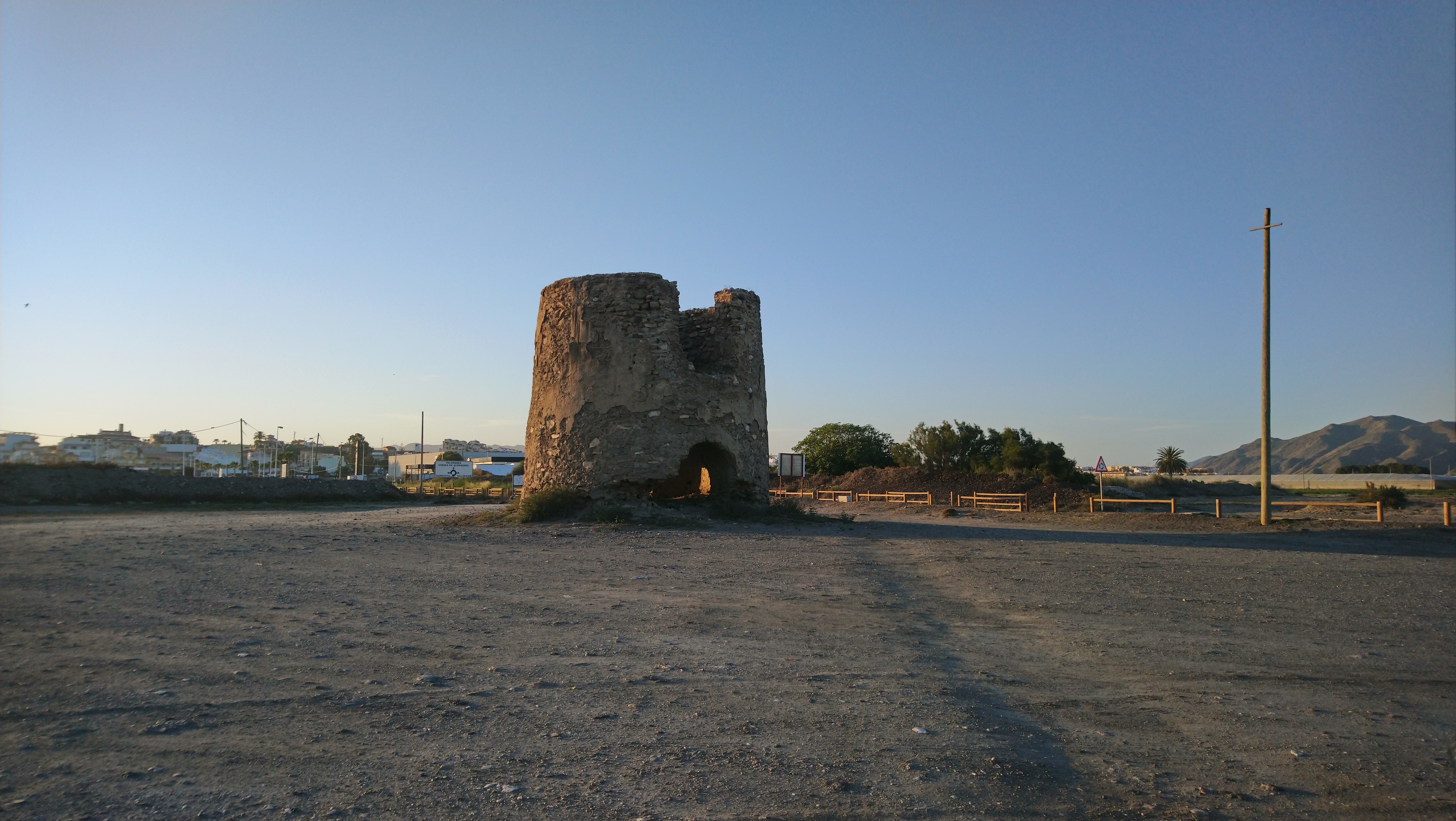
Der Torre Palomares vor dem Ort

Palomares ist ein kleiner Ort an der spanischen Südostküste zwischen Almería und Cartagena. Er gehört zur Gemeinde Cuevas del Almanzora. 1966 kam es dort zum Nuklearunfall von Palomares, bei dem ein Atomwaffen tragender US-Bomber mit einem Tankflugzeug in der Luft kollidierte und abstürzte. Die Waffen explodierten nicht, aber zwei der Bomben zerbarsten beim Aufprall und kontaminierten ein mehrere Quadratkilometer großes Gebiet mit radioaktivem Waffenplutonium.

## Geographie
Der Río Almanzora fließt bei Palomares ins Mittelmeer.
1966 hatte der Ort rund 2.000 Einwohner, 2011 waren es noch 1.668 Einwohner, 2021 waren es 2.094 Einwohner.

## Geschichte
Die Nekropole von Almizaraque (spanisch Tholos calcolítico de la Encantada de Almizaraque) liegt bei Palomares, etwa 3,0 km von der Mittelmeerküste. 
Das Gebiet war nach der islamischen Eroberung Spaniens Teil des Emirats von Granada, erst 1488 eroberten christliche Truppen die Stadt. Die Moriscos wurden gezwungen, den christlichen Glauben anzunehmen. Als sie gegen ihre Unterdrückung revoltierten, wurden sie in der Folge 1570 vertrieben. Vom 16. bis zum 18. Jahrhundert überfielen Berberpiraten regelmäßig die Gegend, erst der Bau mehrerer Befestigungen ermöglichte die erneute Besiedlung von Palomares.

### Atombomben-Unfall
Palomares ging in die Geschichte ein als der Schauplatz des weltweit bislang größten Unfalls mit Atomwaffen. Am 17. Januar 1966 waren – während des Höhepunkts des Kalten Krieges – vier Atombomben vom Himmel gefallen. Ein US-Bomber war beim Auftanken in der Luft mit dem Betankungsflugzeug kollidiert und auseinandergebrochen. Die Bomben – mit der rund 100-fachen Sprengkraft der Hiroshima-Bombe – explodierten nicht. Zwei der Atombomben zerbarsten beim Aufprall auf den Boden und setzten dabei hochgiftiges radioaktives Waffenplutonium frei. Eine dritte Bombe wurde durch einen Sicherheitsfallschirm gebremst und blieb unbeschädigt. Die vierte Bombe fiel ins Mittelmeer und konnte erst durch den Hinweis eines Fischers entdeckt und aus dem Wasser geborgen werden.
Als Folge wurden 2,6 Quadratkilometer mit radioaktivem Waffenplutonium kontaminiert, darunter auch Wohngebiete. Die chemische Zusammensetzung des Waffenplutoniums wurde strikt geheim gehalten von Francos Regierungsapparat im Auftrag der USA. Es ist nie bekannt worden, wie viel Waffenplutonium sichergestellt werden konnte. Schätzungen nach sind rund 3.000 Gramm Plutonium-239 als feiner Staub freigesetzt worden. Es wurde darauf verzichtet, das Dorf zu evakuieren oder vollständig zu reinigen.
Nach den Aufräumarbeiten im Jahr 1966 wurde 2004 in einer Studie immer noch eine zu hohe radioaktive Belastung festgestellt. Als Reaktion wurden die betroffenen Gebiete enteignet und abgesperrt, um eine weitere Nutzung zu verhindern. Weitere Verhandlungen zwischen Spanien und den USA konnten keine Einigung für die Kostenübernahme einer weiteren Dekontamination erreichen. 2022 waren die Gebiete noch immer kontaminiert und gesperrt.